# إندري ساماريدي
إندري ساماريدي (بالإنجليزية: Endre Szemerédi)‏ (بالمجرية: Szemerédi Endre)‏ من مواليد (21 أغسطس 1940) هو عالم رياضيات أمريكي - مجري، يعمل في مجال التكامل وعلم الحاسوب النظري. وهو أستاذ علوم الحاسوب في ولاية نيوجيرسي في جامعة روتجرز منذ عام 1986. وهو حاصل أيضًا على درجة أستاذ فخري في معهد ألفريد ريني للرياضيات التابع لأكاديمية العلوم المجرية.
فاز ساماريدي بجوائز في الرياضيات والعلوم، بما في ذلك جائزة أبيل في عام 2012. وقد حقق عددًا من الاكتشافات في الجمعيات وعلوم الحاسوب.